# Fußball-Club Gelsenkirchen-Schalke 04 2003-2004
Questa voce raccoglie le informazioni riguardanti il Fußball-Club Gelsenkirchen-Schalke 04 nelle competizioni ufficiali della stagione 2003-2004.

## Stagione
Nella stagione 2003-2004 lo Schalke, allenato da Jupp Heynckes, concluse il campionato di Bundesliga al 7º posto. In Coppa di Germania lo Schalke fu eliminato al secondo turno dal Friburgo. In Coppa Intertoto lo Schalke vinse la doppia finale con il Superfund e guadagnò l'accesso in Coppa UEFA, dove fu eliminato al secondo turno dal Brøndby.

## Rosa
| N. |                                | Ruolo | Calciatore          |
| -- | ------------------------------ | ----- | ------------------- |
| 1  | Germania (bandiera)            | P     | Frank Rost          |
| 2  | Belgio (bandiera)              | D     | Nico Van Kerckhoven |
| 3  | Argentina (bandiera)           | D     | Aníbal Matellán     |
| 4  | Uruguay (bandiera)             | D     | Darío Rodríguez     |
| 5  | Germania (bandiera)            | C     | Sven Kmetsch        |
| 6  | Polonia (bandiera)             | D     | Tomasz Hajto        |
| 7  | Georgia (bandiera)             | C     | Levan K'obiashvili  |
| 8  | Germania (bandiera)            | C     | Jörg Böhme          |
| 9  | Turchia (bandiera)             | C     | Hamit Altıntop      |
| 10 | Uruguay (bandiera)             | C     | Gustavo Varela      |
| 11 | Danimarca (bandiera)           | A     | Ebbe Sand           |
| 14 | Ghana (bandiera)               | A     | Gerald Asamoah      |
| 15 | Polonia (bandiera)             | D     | Tomasz Wałdoch      |
| 16 | Serbia e Montenegro (bandiera) | C     | Kristijan Đorđević  |
| 17 | Belgio (bandiera)              | C     | Sven Vermant        |

| N. |                        | Ruolo | Calciatore           |
| -- | ---------------------- | ----- | -------------------- |
| 18 | Paesi Bassi (bandiera) | C     | Niels Oude Kamphuis  |
| 19 | Austria (bandiera)     | A     | Eduard Glieder       |
| 20 | Danimarca (bandiera)   | C     | Christian Poulsen    |
| 22 | Nigeria (bandiera)     | A     | Victor Agali         |
| 23 | Germania (bandiera)    | C     | Jochen Seitz         |
| 26 | Germania (bandiera)    | A     | Mike Hanke           |
| 27 | Germania (bandiera)    | P     | Oliver Reck          |
| 28 | Germania (bandiera)    | D     | Fabian Lamotte       |
| 29 | Turchia (bandiera)     | P     | Volkan Ünlü          |
| 31 | Portogallo (bandiera)  | C     | Sérgio Pinto         |
| 33 | Germania (bandiera)    | P     | Christofer Heimeroth |
| 34 | Germania (bandiera)    | A     | Michael Delura       |
| 35 | Rep. Ceca (bandiera)   | A     | Filip Trojan         |
| 37 | Germania (bandiera)    | D     | Christian Pander     |
| 39 | Germania (bandiera)    | D     | Thomas Kläsener      |

## Organigramma societario
Area tecnica
- Allenatore: Jupp Heynckes
- Allenatore in seconda: Eddy Achterberg
- Preparatore dei portieri: Oliver Reck
- Preparatori atletici:

## Calciomercato

### Sessione estiva
| Acquisti | Acquisti           | Acquisti              | Acquisti |
| R.       | Nome               | da                    | Modalità |
| -------- | ------------------ | --------------------- | -------- |
| A        | Eduard Glieder     | FC Superfund          |          |
| D        | Alcides            | Vitória               |          |
| C        | Hamit Altıntop     | Wattenscheid 09       |          |
| C        | Simon Cziommer     | Twente                |          |
| A        | Michael Delura     | Schalke 04 (juniores) |          |
| C        | Levan K'obiashvili | Friburgo              |          |
| C        | Jochen Seitz       | Stoccarda             |          |

| Cessioni | Cessioni     | Cessioni       | Cessioni |
| R.       | Nome         | da             | Modalità |
| -------- | ------------ | -------------- | -------- |
| A        | Émile Mpenza | Standard Liegi |          |

### Sessione invernale
| Acquisti | Acquisti | Acquisti | Acquisti |
| R.       | Nome     | da       | Modalità |
| -------- | -------- | -------- | -------- |

| Cessioni | Cessioni            | Cessioni | Cessioni |
| R.       | Nome                | da       | Modalità |
| -------- | ------------------- | -------- | -------- |
| C        | Simon Cziommer      | Twente   |          |
| D        | Marco van Hoogdalem | Roda JC  |          |
| D        | Alcides             | Mirassol |          |

## Risultati

### Bundesliga

#### Girone di andata
| Arbitro: | Fröhlich |

|                   |           |                           |
| Altıntop 39’, 60’ | Marcatori | 64’ Conceição 89’ Amoroso |

| Arbitro: | Koop |

|             |           |               |
| Schroth 19’ | Marcatori | 56’ Rodríguez |

| Arbitro: | Stark |

|                        |           |             |
| Agali 42’ Altıntop 90’ | Marcatori | 51’ Lottner |

| Arbitro: | Steinborn |

|                                                   |           |           |
| Charisteas 13’ Borowski 28’ Ailton 35’ Valdez 81’ | Marcatori | 83’ Agali |

| Gelsenkirchen 13 settembre 2003, ore 15:30 CEST 5ª giornata | Schalke 04 | 0 – 0 referto | Stoccarda | Arena AufSchalke (61 027 spett.)\| Arbitro: \| Fandel \| |
| Arbitro:                                                    | Fandel     |               |           |                                                          |

| Arbitro: | Kemmling |

|                                       |           |               |
| Bajramović 2’ Tskitishvili 37’ (rig.) | Marcatori | 11’ Rodríguez |

| Arbitro: | Kircher |

|               |           |           |
| Rodríguez 33’ | Marcatori | 38’ Chris |

| Arbitro: | Fleischer |

|                  |           |                           |
| Christiansen 16’ | Marcatori | 26’ Asamoah 41’ Rodríguez |

| Arbitro: | Wagner |

|  |           |                             |
|  | Marcatori | 65’ Fahrenhorst 78’ Diabang |

| Arbitro: | Sippel |

|                |           |                          |
| Romeo 28’, 68’ | Marcatori | 72’ Matellán 90’ Glieder |

| Arbitro: | Steinborn |

|                               |           |  |
| Hajto 16’ (rig.) Kamphuis 79’ | Marcatori |  |

| Arbitro: | Fandel |

|                                    |           |           |
| Berbatov 3’ Babić 25’ Bierofka 57’ | Marcatori | 13’ Hanke |

| Arbitro: | Schmidt |

|  |           |             |
|  | Marcatori | 52’ Tjikuzu |

| Arbitro: | Weiner |

|                 |           |                                      |
| Lapaczinski 37’ | Marcatori | 59’ Kamphuis 68’ Wałdoch 81’ Asamoah |

| Arbitro: | Stark |

|               |           |           |
| Seitz 1’, 54’ | Marcatori | 42’ Ulich |

| Arbitro: | Sippel |

|  |           |                      |
|  | Marcatori | 6’ Asamoah 85’ Agali |

| Arbitro: | Koop |

|              |           |            |
| Altıntop 26’ | Marcatori | 41’ Petrov |

#### Girone di ritorno
| Arbitro: | Fandel |

|  |           |          |
|  | Marcatori | 89’ Sand |

| Gelsenkirchen 7 febbraio 2004, ore 15:30 CET 19ª giornata | Schalke 04 | 0 – 0 referto | Monaco 1860 | Arena AufSchalke (61 266 spett.)\| Arbitro: \| Kemmling \| |
| Arbitro:                                                  | Kemmling   |               |             |                                                            |

| Arbitro: | Trautmann |

|  |           |                           |
|  | Marcatori | 25’ Kerckhoven 81’ Delura |

| Gelsenkirchen 21 febbraio 2004, ore 15:30 CET 21ª giornata | Schalke 04 | 0 – 0 referto | Werder Brema | Arena AufSchalke (61 266 spett.)\| Arbitro: \| Wack \| |
| Arbitro:                                                   | Wack       |               |              |                                                        |

| Stoccarda 28 febbraio 2004, ore 15:30 CET 22ª giornata | Stoccarda | 0 – 0 referto | Schalke 04 | Gottlieb-Daimler-Stadion (42 000 spett.)\| Arbitro: \| Meyer \| |
| Arbitro:                                               | Meyer     |               |            |                                                                 |

| Arbitro: | Albrecht |

|                           |           |  |
| Sand 42’, 52’ Glieder 62’ | Marcatori |  |

| Arbitro: | Weiner |

|                                    |           |  |
| Amanatidīs 57’ Skela 77’ Schur 80’ | Marcatori |  |

| Arbitro: | Fandel |

|                                 |           |                  |
| Mertesacker 63’ (aut.) Sand 83’ | Marcatori | 14’, 71’ Brdarić |

| Arbitro: | Kircher |

|                 |           |                         |
| Meichelbeck 24’ | Marcatori | 78’ Kläsener 83’ Delura |

| Arbitro: | Wack |

|                                                  |           |                       |
| Fukal 10’ (aut.) Sand 29’ Lamotte 42’ Delura 55’ | Marcatori | 35’ (rig.) Mahdavikia |

| Arbitro: | Trautmann |

|                |           |                   |
| Makaay 8’, 64’ | Marcatori | 4’ (rig.) Vermant |

| Arbitro: | Keßler |

|                      |           |                                            |
| Delura 56’ Hanke 77’ | Marcatori | 30’ Berbatov 72’ Schneider 76’ (rig.) Butt |

| Arbitro: | Stark |

|                          |           |             |
| Tjikuzu 35’ Max 62’, 68’ | Marcatori | 10’ Asamoah |

| Arbitro: | Gagelmann |

|                                        |           |  |
| Altıntop 16’ Böhme 51’ (rig.) Sand 60’ | Marcatori |  |

| Arbitro: | Meyer |

|                                  |           |  |
| Hausweiler 1’ Svěrkoš 44’ (rig.) | Marcatori |  |

| Arbitro: | Weiner |

|                                                   |           |              |
| Reuter 2’ (aut.) Sand 24’, 67’ Vermant 34’ (rig.) | Marcatori | 55’ Altıntop |

| Arbitro: | Sippel |

|           |           |                  |
| Karhan 3’ | Marcatori | 20’ (aut.) Franz |

### Coppa di Germania
| Arbitro: | Walz |

|  |           |                                   |
|  | Marcatori | 12’ Sand 48’ Trojan 59’ Rodríguez |

| Arbitro: | Weiner |

|                                                                                |           |                                  |
| Coulibaly 8’, 108’, 112’ Iashvili 42’, 116’ Kruppke 84’ Bajramović 105’ (rig.) | Marcatori | 37’ Poulsen 63’ Pinto 68’ Trojan |

### Coppa Intertoto
| Arbitro: | Kaldma |

|  |           |              |
|  | Marcatori | 23’ Cziommer |

| Arbitro: | Attard |

|                    |           |          |
| Sand 78’ Hanke 88’ | Marcatori | 90’ Orbu |

| Arbitro: | Rodomonti |

|                        |           |              |
| Trojan 81’ Asamoah 85’ | Marcatori | 79’ Koloušek |

| Liberec 6 agosto 2003, ore 20:00 CEST Semifinale | Slovan Liberec | 0 – 0 referto | Schalke 04 | U Nisy (9 090 spett.)\| Arbitro: \| Meßner \| |
| Arbitro:                                         | Meßner         |               |            |                                               |

| Arbitro: | Bolognino |

|  |           |                        |
|  | Marcatori | 19’ Altıntop 47’ Agali |

| Gelsenkirchen 26 agosto 2003, ore 20:30 CEST Finale | Schalke 04 | 0 – 0 referto | Superfund | Arena AufSchalke (56 067 spett.)\| Arbitro: \| Bennett \| |
| Arbitro:                                            | Bennett    |               |           |                                                           |

### Coppa UEFA
| Velika 25 settembre 2003, ore 17:30 CEST Primo turno | Kamen Ingrad | 0 – 0 referto | Schalke 04 | SRC Kamen Ingrad (10 000 spett.)\| Arbitro: \| Rodomonti \| |
| Arbitro:                                             | Rodomonti    |               |            |                                                             |

| Arbitro: | Benquerença |

|           |           |  |
| Hanke 77’ | Marcatori |  |

| Arbitro: | Sars |

|                |           |               |
| Hanke 60’, 73’ | Marcatori | 35’ Jakobsson |

| Arbitro: | Beneš |

|                                        |                      |                                 |
| Jakobsson 16’ (rig.) Jonson 71’        | Marcatori            | 55’ Agali                       |
| Johansen Jakobsson Kahlenberg Foldgast | Tiri di rigore 3 – 1 | Vermant Altıntop Matellán Hajto |

## Statistiche

### Statistiche di squadra
| Competizione      | Punti | In casa | In casa | In casa | In casa | In casa | In casa | In trasferta | In trasferta | In trasferta | In trasferta | In trasferta | In trasferta | Totale | Totale | Totale | Totale | Totale | Totale | DR  |
| Competizione      | Punti | G       | V       | N       | P       | Gf      | Gs      | G            | V            | N            | P            | Gf           | Gs           | G      | V      | N      | P      | Gf     | Gs     | DR  |
| ----------------- | ----- | ------- | ------- | ------- | ------- | ------- | ------- | ------------ | ------------ | ------------ | ------------ | ------------ | ------------ | ------ | ------ | ------ | ------ | ------ | ------ | --- |
| Bundesliga        | 50    | 17      | 7       | 7       | 3       | 28      | 16      | 17           | 6            | 4            | 7            | 21           | 26           | 34     | 13     | 11     | 10     | 49     | 42     | +7  |
| Coppa di Germania | -     | 0       | 0       | 0       | 0       | 0       | 0       | 2            | 1            | 0            | 1            | 6            | 7            | 2      | 1      | 0      | 1      | 6      | 7      | -1  |
| Coppa Intertoto   | -     | 3       | 2       | 1       | 0       | 4       | 2       | 3            | 2            | 1            | 0            | 3            | 0            | 6      | 4      | 2      | 0      | 7      | 2      | +5  |
| Coppa UEFA        | -     | 2       | 2       | 0       | 0       | 3       | 1       | 2            | 0            | 1            | 1            | 1            | 2            | 4      | 2      | 1      | 1      | 4      | 3      | +1  |
| Totale            | 50    | 22      | 11      | 8       | 3       | 35      | 19      | 24           | 9            | 6            | 9            | 31           | 35           | 46     | 20     | 14     | 12     | 66     | 54     | +12 |

### Andamento in campionato
| Giornata  | 1 | 2  | 3 | 4  | 5  | 6  | 7  | 8  | 9  | 10 | 11 | 12 | 13 | 14 | 15 | 16 | 17 | 18 | 19 | 20 | 21 | 22 | 23 | 24 | 25 | 26 | 27 | 28 | 29 | 30 | 31 | 32 | 33 | 34 |
| --------- | - | -- | - | -- | -- | -- | -- | -- | -- | -- | -- | -- | -- | -- | -- | -- | -- | -- | -- | -- | -- | -- | -- | -- | -- | -- | -- | -- | -- | -- | -- | -- | -- | -- |
| Luogo     | C | T  | C | T  | C  | T  | C  | T  | C  | T  | C  | T  | C  | T  | C  | T  | C  | T  | C  | T  | C  | T  | C  | T  | C  | T  | C  | T  | C  | T  | C  | T  | C  | T  |
| Risultato | N | N  | V | P  | N  | P  | N  | V  | P  | N  | V  | P  | P  | V  | V  | V  | N  | V  | N  | V  | N  | N  | V  | P  | N  | V  | V  | P  | P  | P  | V  | P  | V  | N  |
| Posizione | 9 | 10 | 7 | 11 | 11 | 11 | 12 | 10 | 12 | 11 | 10 | 11 | 13 | 11 | 9  | 8  | 8  | 6  | 7  | 7  | 7  | 7  | 6  | 6  | 7  | 6  | 5  | 7  | 7  | 7  | 7  | 7  | 7  | 7  |

Legenda:

Luogo: C = Casa; T = Trasferta. Risultato: V = Vittoria; N = Pareggio; P = Sconfitta.

### Statistiche dei giocatori
| Giocatore        | Bundesliga | Bundesliga | Bundesliga  | Bundesliga | Coppa di Germania | Coppa di Germania | Coppa di Germania | Coppa di Germania | Coppa Intertoto | Coppa Intertoto | Coppa Intertoto | Coppa Intertoto | Coppa UEFA | Coppa UEFA | Coppa UEFA  | Coppa UEFA | Totale   | Totale | Totale      | Totale     |
| Giocatore        | Presenze   | Reti       | Ammonizioni | Espulsioni | Presenze          | Reti              | Ammonizioni       | Espulsioni        | Presenze        | Reti            | Ammonizioni     | Espulsioni      | Presenze   | Reti       | Ammonizioni | Espulsioni | Presenze | Reti   | Ammonizioni | Espulsioni |
| ---------------- | ---------- | ---------- | ----------- | ---------- | ----------------- | ----------------- | ----------------- | ----------------- | --------------- | --------------- | --------------- | --------------- | ---------- | ---------- | ----------- | ---------- | -------- | ------ | ----------- | ---------- |
| V. Agali         | 12         | 3          | 6           | 0          | 1                 | 0                 | 0                 | 0                 | 4               | 1               | 1               | 0               | 3          | 1          | 0           | 0          | 20       | 5      | 7           | 0          |
| A. Alcides       | 6          | 0          | 0           | 0          | 1                 | 0                 | 1                 | 0                 | 3               | 0               | 0               | 0               | 0          | 0          | 0           | 0          | 10       | 0      | 1           | 0          |
| H. Altıntop      | 30         | 5          | 4           | 0          | 0                 | 0                 | 0                 | 0                 | 6               | 1               | 1               | 0               | 2          | 0          | 0           | 0          | 38       | 6      | 5           | 0          |
| G. Asamoah       | 24         | 4          | 3           | 1          | 0                 | 0                 | 0                 | 0                 | 6               | 1               | 0               | 0               | 4          | 0          | 1           | 0          | 34       | 5      | 4           | 1          |
| J. Böhme         | 14         | 1          | 3           | 0          | 0                 | 0                 | 0                 | 0                 | 0               | 0               | 0               | 0               | 0          | 0          | 0           | 0          | 14       | 1      | 3           | 0          |
| S. Cziommer      | 2          | 0          | 1           | 0          | 0                 | 0                 | 0                 | 0                 | 5               | 1               | 1               | 0               | 1          | 0          | 0           | 0          | 8        | 1      | 2           | 0          |
| M. Delura        | 15         | 4          | 0           | 0          | 0                 | 0                 | 0                 | 0                 | 0               | 0               | 0               | 0               | 1          | 0          | 0           | 0          | 16       | 4      | 0           | 0          |
| E. Glieder       | 16         | 2          | 0           | 0          | 1                 | 0                 | 0                 | 0                 | 0               | 0               | 0               | 0               | 0          | 0          | 0           | 0          | 17       | 2      | 0           | 0          |
| T. Hajto         | 19         | 1          | 9           | 0          | 1                 | 0                 | 0                 | 0                 | 4               | 0               | 0               | 0               | 4          | 0          | 0           | 0          | 28       | 1      | 9           | 0          |
| M. Hanke         | 23         | 2          | 0           | 0          | 2                 | 0                 | 1                 | 0                 | 2               | 1               | 0               | 0               | 4          | 3          | 1           | 0          | 31       | 6      | 2           | 0          |
| C. Heimeroth     | 3          | 0          | 0           | 0          | 0                 | 0                 | 0                 | 0                 | 0               | 0               | 0               | 0               | 0          | 0          | 0           | 0          | 3        | 0      | 0           | 0          |
| N. Kamphuis      | 14         | 2          | 3           | 0          | 1                 | 0                 | 0                 | 0                 | 0               | 0               | 0               | 0               | 2          | 0          | 0           | 0          | 17       | 2      | 3           | 0          |
| N. Kerckhoven    | 28         | 1          | 2           | 0          | 0                 | 0                 | 0                 | 0                 | 2               | 0               | 0               | 0               | 1          | 0          | 0           | 0          | 31       | 1      | 2           | 0          |
| T. Kläsener      | 26         | 1          | 1           | 1          | 2                 | 0                 | 0                 | 0                 | 3               | 0               | 0               | 0               | 2          | 0          | 1           | 0          | 33       | 1      | 2           | 1          |
| S. Kmetsch       | 0          | 0          | 0           | 0          | 0                 | 0                 | 0                 | 0                 | 0               | 0               | 0               | 0               | 0          | 0          | 0           | 0          | 0        | 0      | 0           | 0          |
| L. K'obiashvili  | 29         | 0          | 5           | 0          | 1                 | 0                 | 0                 | 0                 | 5               | 0               | 0               | 0               | 3          | 0          | 0           | 0          | 38       | 0      | 5           | 0          |
| F. Lamotte       | 7          | 1          | 0           | 0          | 0                 | 0                 | 0                 | 0                 | 0               | 0               | 0               | 0               | 0          | 0          | 0           | 0          | 7        | 1      | 0           | 0          |
| A. Matellán      | 10         | 1          | 1           | 2          | 2                 | 0                 | 0                 | 0                 | 5               | 0               | 1               | 0               | 4          | 0          | 1           | 0          | 21       | 1      | 3           | 2          |
| É. Mpenza        | 0          | 0          | 0           | 0          | 0                 | 0                 | 0                 | 0                 | 0               | 0               | 0               | 0               | 0          | 0          | 0           | 0          | 0        | 0      | 0           | 0          |
| C. Pander        | 0          | 0          | 0           | 0          | 0                 | 0                 | 0                 | 0                 | 0               | 0               | 0               | 0               | 1          | 0          | 0           | 0          | 1        | 0      | 0           | 0          |
| S. Pinto         | 13         | 0          | 2           | 0          | 2                 | 1                 | 1                 | 0                 | 2               | 0               | 0               | 0               | 3          | 0          | 1           | 0          | 20       | 1      | 4           | 0          |
| C. Poulsen       | 27         | 0          | 4           | 0          | 2                 | 1                 | 1                 | 0                 | 4               | 0               | 1               | 0               | 2          | 0          | 0           | 0          | 35       | 1      | 6           | 0          |
| O. Reck          | 0          | 0          | 0           | 0          | 0                 | 0                 | 0                 | 0                 | 0               | 0               | 0               | 0               | 0          | 0          | 0           | 0          | 0        | 0      | 0           | 0          |
| D. Rodríguez     | 22         | 4          | 5           | 0          | 2                 | 1                 | 0                 | 0                 | 4               | 0               | 2               | 0               | 2          | 0          | 0           | 0          | 30       | 5      | 7           | 0          |
| F. Rost          | 27         | 0          | 3           | 0          | 2                 | 0                 | 0                 | 0                 | 6               | 0               | 0               | 0               | 4          | 0          | 0           | 0          | 39       | 0      | 3           | 0          |
| E. Sand          | 30         | 8          | 4           | 0          | 2                 | 1                 | 0                 | 0                 | 4               | 1               | 0               | 0               | 2          | 0          | 0           | 0          | 38       | 10     | 4           | 0          |
| J. Seitz         | 18         | 2          | 2           | 1          | 1                 | 0                 | 0                 | 0                 | 5               | 0               | 0               | 0               | 1          | 0          | 0           | 0          | 25       | 2      | 2           | 1          |
| F. Trojan        | 8          | 0          | 1           | 0          | 2                 | 2                 | 1                 | 0                 | 2               | 1               | 0               | 0               | 3          | 0          | 0           | 0          | 15       | 3      | 2           | 0          |
| G. Varela        | 1          | 0          | 0           | 0          | 1                 | 0                 | 0                 | 1                 | 4               | 0               | 1               | 0               | 0          | 0          | 0           | 0          | 6        | 0      | 1           | 1          |
| S. Vermant       | 25         | 2          | 4           | 0          | 1                 | 0                 | 0                 | 0                 | 3               | 0               | 0               | 0               | 3          | 0          | 0           | 0          | 32       | 2      | 4           | 0          |
| T. Wałdoch       | 20         | 1          | 2           | 0          | 1                 | 0                 | 0                 | 0                 | 4               | 0               | 2               | 0               | 3          | 0          | 0           | 0          | 28       | 1      | 4           | 0          |
| M. van Hoogdalem | 0          | 0          | 0           | 0          | 0                 | 0                 | 0                 | 0                 | 0               | 0               | 0               | 0               | 0          | 0          | 0           | 0          | 0        | 0      | 0           | 0          |
| V. Ünlü          | 4          | 0          | 0           | 0          | 0                 | 0                 | 0                 | 0                 | 0               | 0               | 0               | 0               | 0          | 0          | 0           | 0          | 4        | 0      | 0           | 0          |
| K. Đorđević      | 0          | 0          | 0           | 0          | 0                 | 0                 | 0                 | 0                 | 0               | 0               | 0               | 0               | 0          | 0          | 0           | 0          | 0        | 0      | 0           | 0          |